# Godesberger Hof

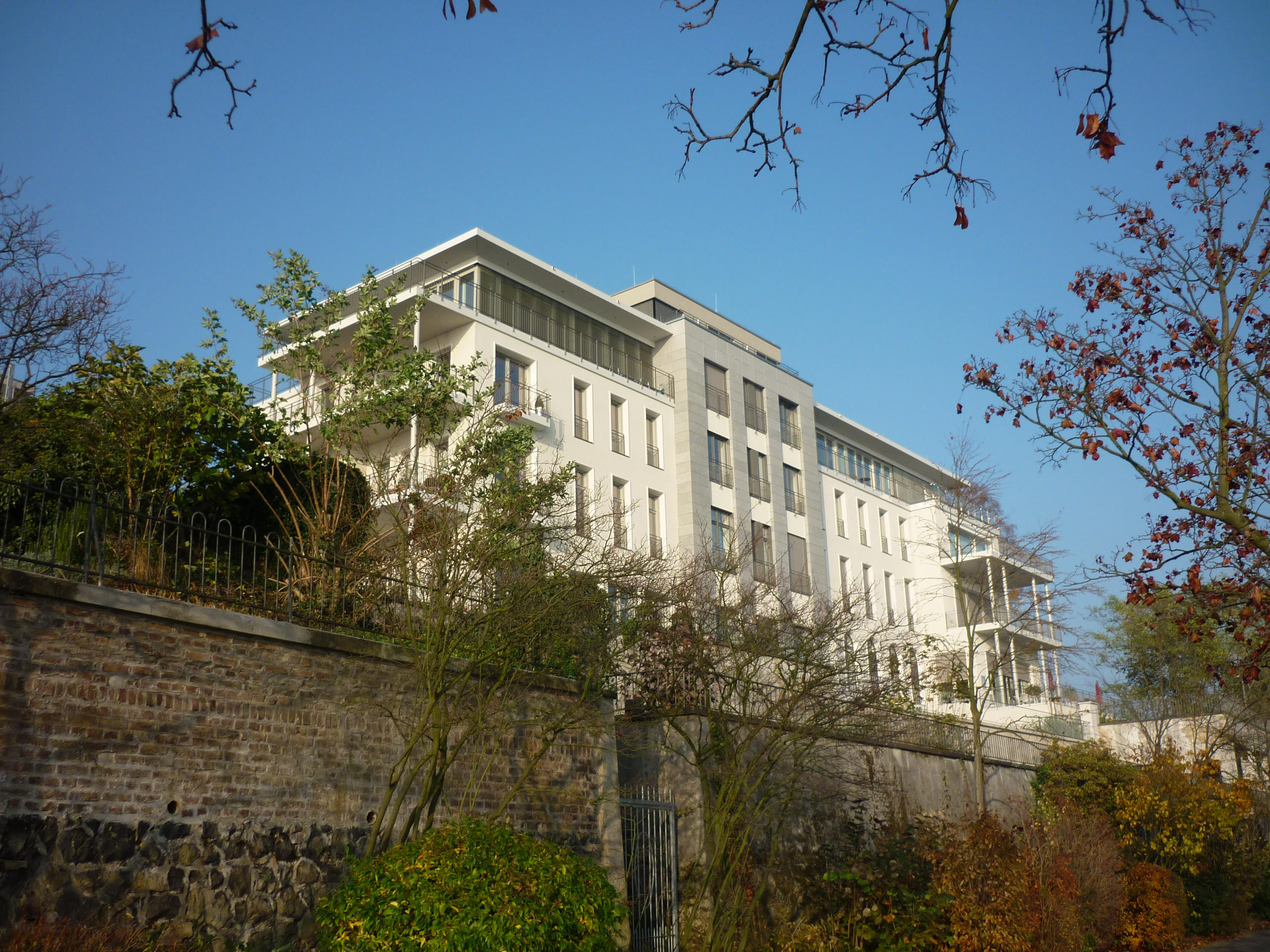
Godesberger Hof, Rheinseite (2011)

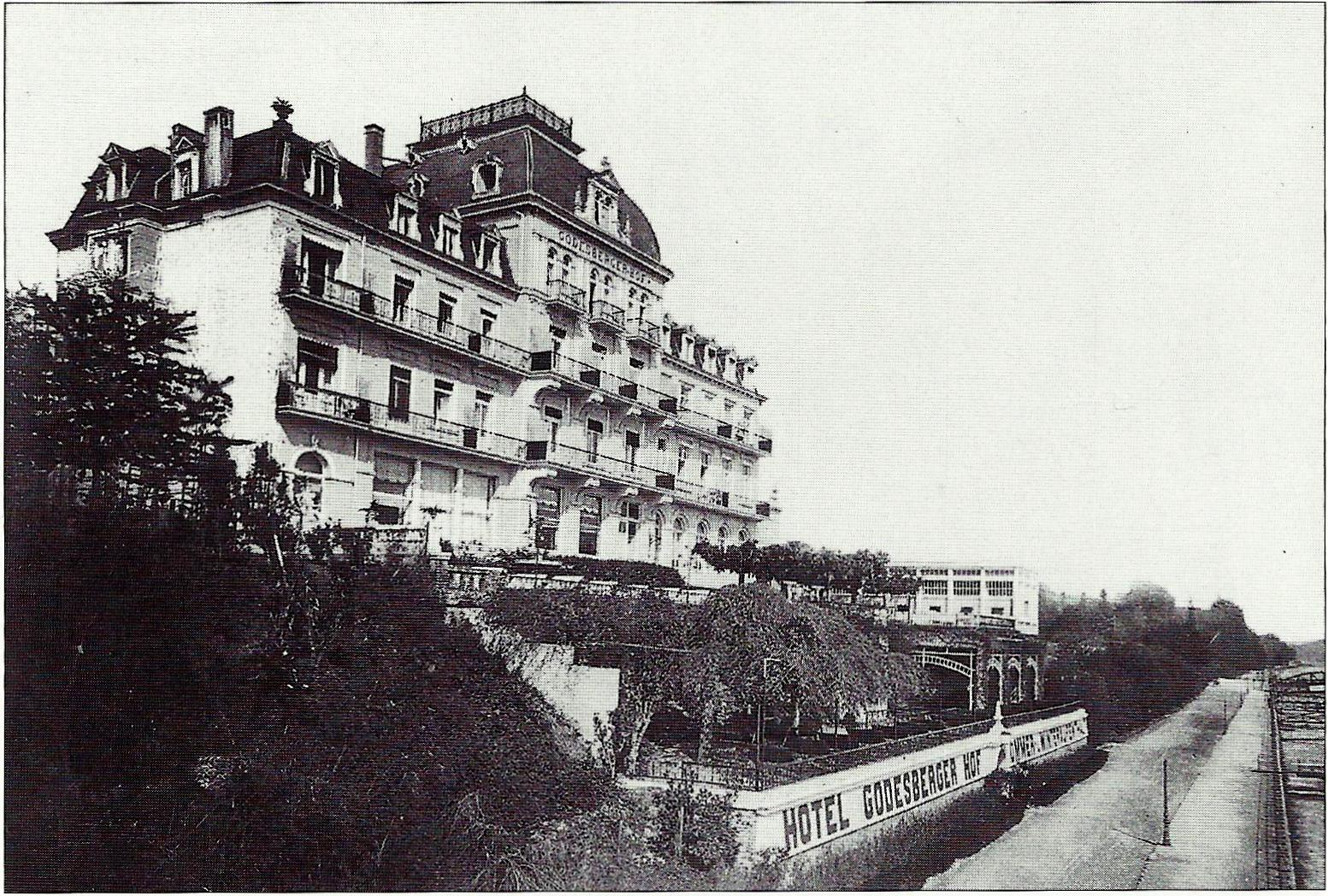
Godesberger Hof, Rheinseite (1914)

Der Godesberger Hof ist ein als Hotel entstandenes Gebäude in Rüngsdorf, einem Ortsteil des Bonner Stadtbezirks Bad Godesberg. Es liegt am Rheinufer (Von-Sandt-Ufer) südlich des Panoramaparks.

## Geschichte
Das Hotel wurde 1895 im Stil der Gründerzeit erbaut und zunächst unter dem Namen „Kaiserkrone“ geführt. Der Godesberger Hof galt neben dem Rheinhotel Dreesen und dem Hotel Königshof als bestgelegener und renommiertester Hotelbetrieb am Godesberger Rheinufer. Im September 1938 beherbergte der Godesberger Hof während der im Rheinhotel Dreesen stattfindenden Verhandlungen Adolf Hitlers mit Neville Chamberlain zur Sudetenkrise Journalisten aus aller Welt. Nach Gründung der Alliierten Hohen Kommission 1949 wurde der Godesberger Hof beschlagnahmt und bis Juli 1950 nach Entwürfen von Eugen Blanck und Walter Kratz zum Gästehaus und Transithotel (inkl. hauseigenem Kino) für Angehörige der amerikanischen Hochkommission umgebaut, wobei das Gebäude seinen ursprünglichen Charakter verlor.
Nach der Wiederfreigabe 1954 war der Godesberger Hof – nunmehr im Eigentum des Bundes – Dienstsitz des Bundesministeriums für Atomfragen, Vorläufer des Bundesministeriums für Bildung und Forschung. Als Überbleibsel des Hotelbetriebs verfügten die Dienstzimmer des Ministeriums weiterhin über ein Bad. Anschließend war hier zeitweise das Bundesschatzministerium ansässig, danach bis zur Verlegung des Parlaments- und Regierungssitzes nach Berlin 1999 der Wehrbeauftragte des Deutschen Bundestags.
Von 2008 bis 2010 wurde das ein Hektar umfassende Grundstück in eine gehobene Wohnsiedlung umgewandelt. Dabei entstanden neun zusätzliche Einfamilienhäuser und Wohngebäude, der Godesberger Hof wurde zum Mehrfamilienhaus mit acht Wohneinheiten umgebaut. An den Standort des einstigen Hotelbetriebs erinnert eine von der Basteistraße ausgehende Stichstraße mit dem Namen Godesberger Hof.